# Treuenhof
Treuenhof ist ein Wohnplatz der Stadt Strausberg im Landkreis Märkisch-Oderland in Brandenburg.

## Geografie
Der Ort liegt drei Kilometer ostsüdöstlich des Stadtkerns von Strausberg, unweit nördlich der Landesstraße 34. Die Nachbarorte sind Provinzialsiedlung im Norden, Hohenstein im Osten, Steuerhaus und Gladowshöhe im Südosten, Wilhelmshof im Süden, Fasanenpark im Südwesten sowie Strausberg im Nordwesten.